# Inferno - Canto secondo
Il secondo canto dell'Inferno di Dante Alighieri funge da proemio della cantica, e si svolge dentro la selva; siamo alla sera dell'8 aprile 1300 (Venerdì Santo), o secondo altri commentatori del 25 marzo 1300 (anniversario dell'Incarnazione di Gesù Cristo).

## Incipit
(Anonimo commentatore dantesco del XIV secolo)

## Analisi del canto

### Perplessità e timori di Dante - vv. 1-42
Dante, dopo aver trascorso una notte e un giorno tra la selva e il pendio del colle, verso sera inizia il suo viaggio nell'oltretomba. Sulla terra tutti riposano, solo Dante si appresta ad intraprendere un viaggio duro (la guerra) e forse superiore alle sue forze: si tratta infatti di un viaggio sì del cammino quindi fisico, ma anche de la pietade cioè spirituale (tutta la Divina Commedia viene infatti indicata come un percorso di conversione, attraverso l'espiazione graduale del peccato nell'Inferno, la purificazione nel Purgatorio e la beatificazione nel Paradiso). Il tutto verrà raccontato dalla mente che non erra, cioè dalla memoria che si ricorda bene quello che ha visto.

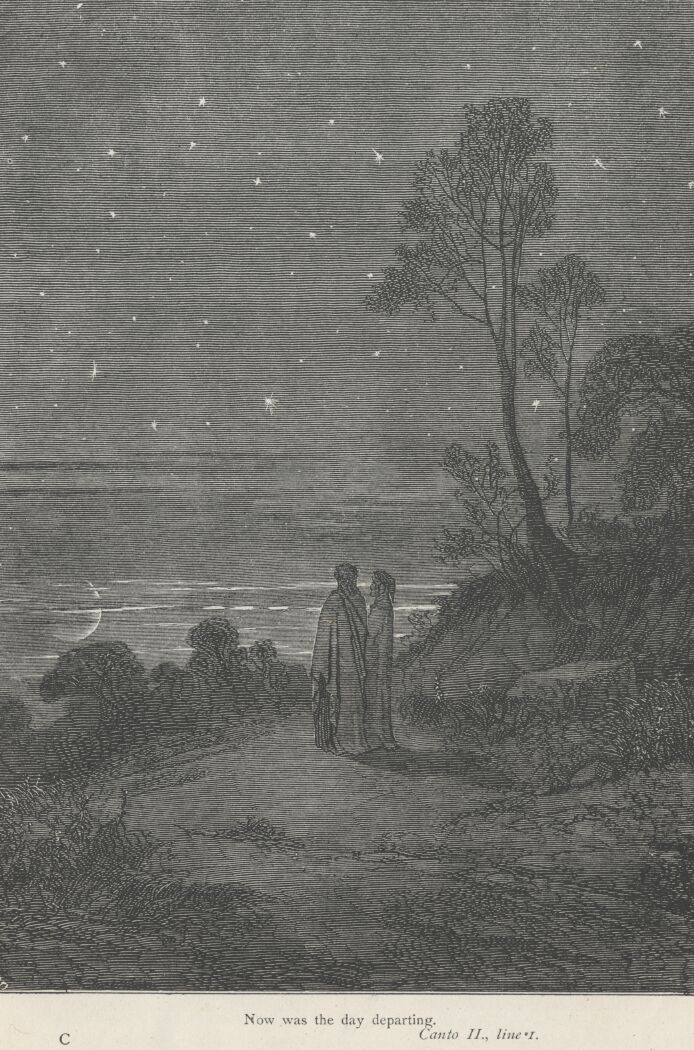
La sera scende all'inizio del viaggio, illustrazione di Gustave Doré

Il secondo canto è il proemio alla cantica infernale e per questo Dante invoca le Muse per aiutarlo nel duro compito di riferire proprio senza errori tutto quello che è stato visto: qui si vedrà la nobiltà del suo ingegno di poeta e di uomo.
Questa riflessione sulla grandezza della sua mente provoca in Dante una riflessione sulla sua virtù: egli chiede al maestro di guardare s'ell'è possente, cioè all'altezza, prima di partire per l'alto passo (il difficile viaggio, più adatto al senso del canto piuttosto che riferito al difficile compito di riportare per iscritto quello che ha visto).
Altri hanno avuto esperienza, ancora vivi (mortali), nel regno dell'oltretomba:
- Enea, padre di Silvio che andò nell'Averno sensibilmente, cioè con il proprio corpo e i propri sensi, accompagnato dalla Sibilla: Dio (avversario d'ogne male) glielo concesse perché sapeva l'alto compito che l'attendeva, la fondazione di Roma caput mundi e sede della Chiesa apostolica (il loco santo / u' (ubi, cioè "dove") siede il successor del maggior Pietro), quindi era tutt'altro che indegno. Proprio per quella visita nell'altro mondo egli capì cose che furono la causa della sua vittoria e (saltando all'era cristiana) del papale ammanto.
- Il "Vas d'elezione", ovvero San Paolo (secondo la Seconda lettera ai Corinzi dove l'apostolo dice di essere stato rapito dal terzo cielo) che aveva avuto da Dio il compito di arrecare conforto alla fede cristiana, bisognosa, nel periodo delle origini, di conferma e coraggio.

Io non Enëa, io non Paulo sono;

me degno a ciò né io né altri 'l crede.»
(vv. 31-33)
Dante dunque non si reputa degno di tale compito (né se stesso né nessun altro), perché teme che (sul testo la costruzione di temo è alla latina con la negazione come timeo ne) se venisse l'impresa sarebbe folle: e arriva anche a spronare Virgilio di essere savio e capire. Così, in quell'oscura costa Dante diviene come colui che disvuol ciò che volle, perché nuovi pensieri gli hanno fatto cambiare idea e ora distoglie il pensiero dal cominciare l'impresa: quindi pensando e valutando le proprie forze Dante si pente della sua affrettata accettazione (cotanto tosta).

### Conforto di Virgilio e soccorso delle tre donne - vv. 43-126

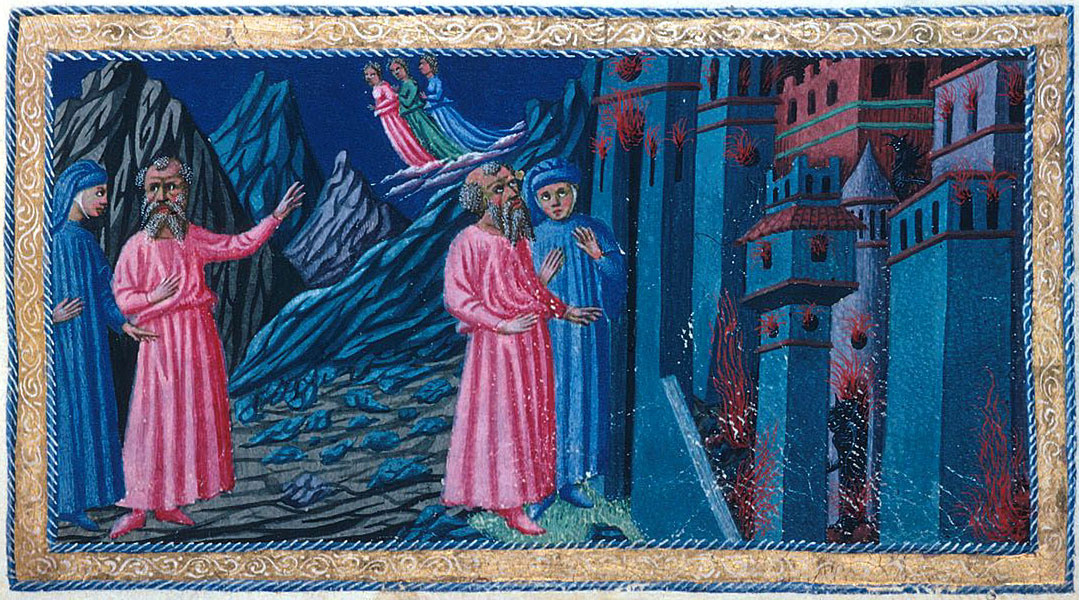
Priamo della Quercia, illustrazione al Canto II

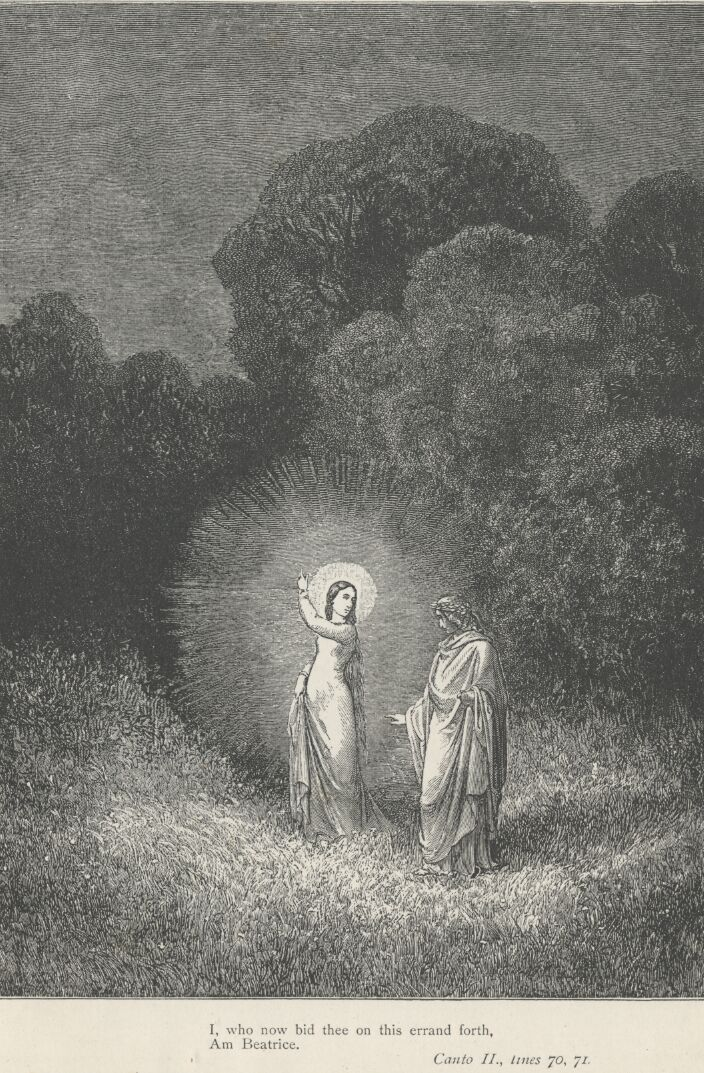
Incontro con Beatrice illustrato da Paul Gustave Doré

Virgilio non fa tardare la sua risposta: (parafrasi) "Se ho ben capito le tue parole, la tua anima è ora offesa da viltà, la quale spesso ingombra gli uomini allontanandoli dalle imprese onrate (degne di onore), come quando una bestia si impaurisce per qualcosa che invece è solo ombra. Perché tu ti sollevi da questo timore ti spiegherò perché venni da te e intesi la prima volta che mi preoccupai per te".
Inizia quindi la spiegazione di quello che è successo a Virgilio mentre Dante era smarrito nella selva, con un'analessi a più voci contemporanea agli avvenimenti del Canto I.
Virgilio si trovava tra color che son sospesi (nel Limbo) quando venne chiamato da una donna beata e bella, che gli fece provare il desiderio spontaneo di essere comandato, di obbedirle. Virgilio non lo dice subito ma è la figura angelicata di Beatrice, tra i protagonisti assoluti del poema, che fa il suo ingresso, indiretto, in questa cantica.
Ella aveva gli occhi più lucenti di una stella e cominciò a rivolgersi a lui soave e piana con angelica voce: (parafrasi) "Oh anima cortese (gentile, onesta) mantovana, la cui fama ancora è viva nel mondo e durerà fin quando dura esso, quanto il mondo lontana, (captatio benevolentiae), il mio amico (Dante), disinteressato (e non de la ventura, verso dall'interpretazione ambigua, in genere parafrasato come una nota all'amore divino e spirituale che lega i due), è impedito nel cammino nella diserta piaggia (la selva), tanto che è già tornato indietro per paura, e temo che si sia già smarrito se mi sono alzata a soccorrerlo troppo tardi, dopo che ho udito quello che mi hanno detto di lui in cielo... Ora vai, e con la tua bella arte retorica (la parola ornata) e con ciò che serva a farlo salvare (campare) aiutalo, così che io abbia consolazione. Chi ti fa andare sono io, Beatrice, e vengo dal luogo dove voglio tornare, da dove mi mosse l'amore (termine volutamente ambiguo: amore per Dante? o spirito di carità generico? o Dio stesso?) che mi fa parlare; quando tornerò davanti al mio Signore con lui mi loderò spesso di te."
Virgilio risponde entusiasta a quella che chiama "donna di sola virtù", per la cui virtù la specie umana oltrepassa fino al cielo con il cerchio minore (quello della Luna, a voler significare che la gente supera le cose terrene), dicendole che è così felice del suo ordine che non vede l'ora di ubbidire, basta che lei gli dica il suo desiderio (talento); chiede anche quale sia la ragione per la quale ella non ha temuto di scendere al centro dell'universo, dove presto lei vuole tornare (la Terra era il centro dell'universo nel sistema tolemaico e per i padri della Chiesa al centro della terra si estendeva l'Inferno che era il punto più lontano da Dio).
Beatrice allora risponde brevemente che non teme l'Inferno, perché non è cosa che per lei faccia male, quale creatura divina, non avendo effetto su di lei le fiamme di quello 'ncendio. C'è una Donna in paradiso (probabilmente la Madonna) che si dispiace per l'impedimento dove lei sta mandando Virgilio e che con la sua misericordia spezza il severo giudizio divino; questa chiese a Lucia di proteggere quel suo fedele (nel Convivio III 9, 15-16 Dante racconta di aver avuto una grave malattia agli occhi e che richiese l'aiuto della protettrice degli occhi). Allora Lucia andò da Beatrice, seduta accanto a Rachele e le parlò (si noti come le parole di Lucia sono riportate da Beatrice attraverso il racconto di Virgilio, attraverso la narrazione di Dante): (parafrasi) "Beatrice, lode vera di Dio, perché non soccorri colui che t'amò tanto e che per te uscì de la volgare schiera? (di nuovo il tema dell'amore spirituale che innalza gli uomini) Non senti il dolore del suo pianto, non vedi come egli combatte la morte sul fiume dove il mare non prevale? (metafora forse dei gorghi dell'esistenza)". Beatrice continua a spiegare come si sia affrettata scendendo dal suo beato scanno nella fiducia dell'onesta loquela di Virgilio, che onora lui e chi lo ode.
Finito di riportare il discorso di Beatrice, Virgilio prosegue: egli si era sentito lacrimare gli occhi dopo il soave discorso di Beatrice e venne subito da Dante, come ella aveva voluto; lo tolse di davanti a quella bestia (la lupa), che gli aveva impedito la via breve per scendere al monte. Inizia poi a spronare Dante chiedendogli cosa ci sia, perché  (ripetuto due volte) egli si attarda; perché ha tanta viltà nel cuore senza ardire né franchezza, quando tre donne benedette si curano di lui nella corte celeste e quando il bel ragionamento che Virgilio gli ha detto finora prometta tanto bene?
Anche il viaggio di Dante risponde ad un disegno provvidenziale, come quelli di Enea e di San Paolo. Essendo voluto da Dio, non è solo conquista personale e personale elezione, ma si configura anche nei suoi aspetti generali come il viaggio dell'intera umanità per ritrovare pace e giustizia.
Le tre donne rappresentano probabilmente tre momenti della Grazia: la Grazia preveniente (la Vergine), la Grazia illuminante (santa Lucia) e la Grazia operante (Beatrice).

### Ritrovata sicurezza di Dante - vv. 127-142

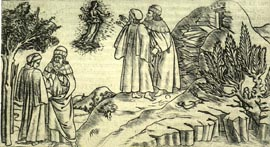
Baccio Baldini, Virgilio mostra a Dante Beatrice in cielo

Rinfrancato da queste parole, Dante si rianima, come quei fiori che piegati dalla brina notturna si drizzano forti sullo stelo quando il sole li scalda. Senza alcuna esitazione, ringrazia Beatrice (pietosa) e Virgilio (cortese) e si dichiara pronto a seguirlo nel suo difficile cammino, come aveva già deciso alla prima: i loro due voleri ora sono uno solo, cioè Dante concorda con Virgilio, suo duca (che lo precede nell'andare), signore (che prende le decisioni, comanda) e maestro (che spiega e risolve i dubbi).
Allora Dante parte ed entra per un sentiero alto e silvestro, cioè arduo e selvaggio.